# モーリス・グライフェンハーゲン
モーリス・グライフェンハーゲン（Maurice Greiffenhagen RA.、1862年12月15日 - 1931年12月26日）は、イギリスの画家、イラストレーターである。1922年にロイヤル・アカデミー・オブ・アーツの正会員に選ばれた。ヘンリー・ライダー・ハガードやエドガー・ウォーレスといった作家の探検小説やスリラー小説の挿絵やポスターも制作した。

## 略歴
ロンドンでバルト・ドイツ人を先祖に持つ商人の家に生まれた。ロンドンのウェストミンスター芸術学校 (Westminster School of Art)でフレデリック・ブラウンに学んだ。同時期の学生には、ヘンリー・トンクス（1862-1937）やオーブリー・ビアズリー（1872-1898）がいる。
風景画や肖像画を描き1884年から、ロイヤル・アカデミー・オブ・アーツの展覧会に出展を始め、1916年にアカデミーの準会員に選ばれ、1922年に正会員に選ばれた。
大衆的な冒険小説作家のヘンリー・ライダー・ハガードと親しくなり、ハガードの『洞窟の女王』（She: A History of Adventure, 1887）の1889年の版の挿絵を描くことになった。その後も「ウィンザー・マガジン」に掲載されたハガードの『女王の復活』（Ayesha;The Return of She、1904-1905）や『アランと聖なる花』(The Holy Flower 、1913–1914）の挿絵を描き、エドガー・ウォーレスの『Sanders of the River 』『The Keepers of the King's Peace』 (1916–17)、『 Lieutenant Bones』 (1917–18)、『Sandi, The Kingmaker』(1921)といった作品の挿絵も描いた。ロンドン・ミッドランド・アンド・スコティッシュ鉄道のための観光ポスターも制作した。
1906年から1926年までグラスゴー美術学校で美術教師として働いた。

## 作品

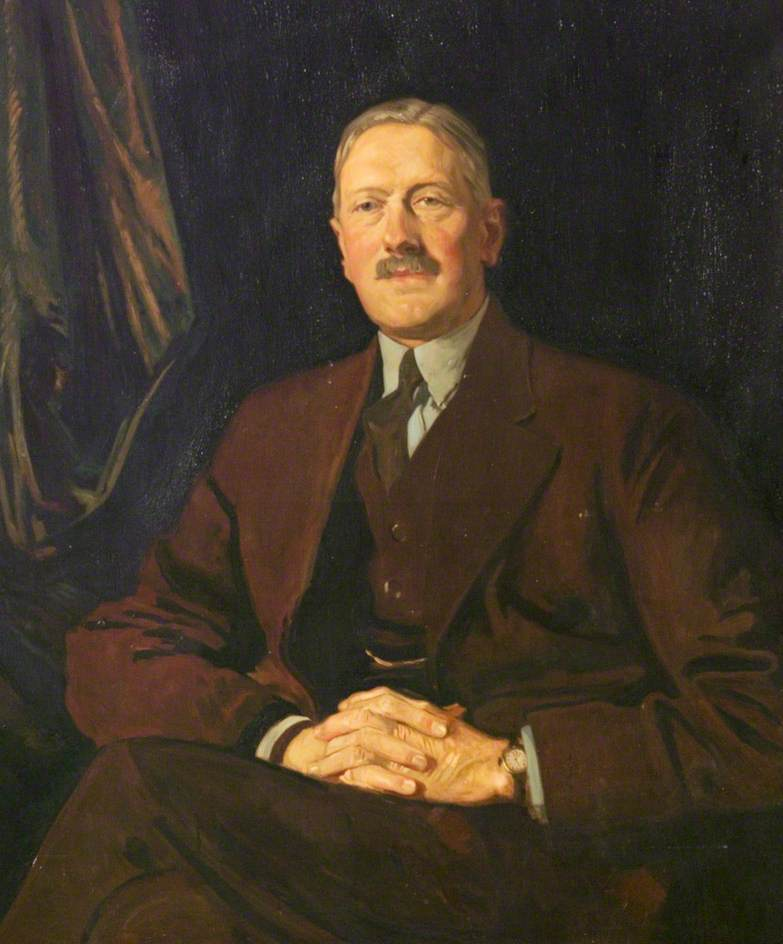
実業家レジナルド・モーズレーの肖像画
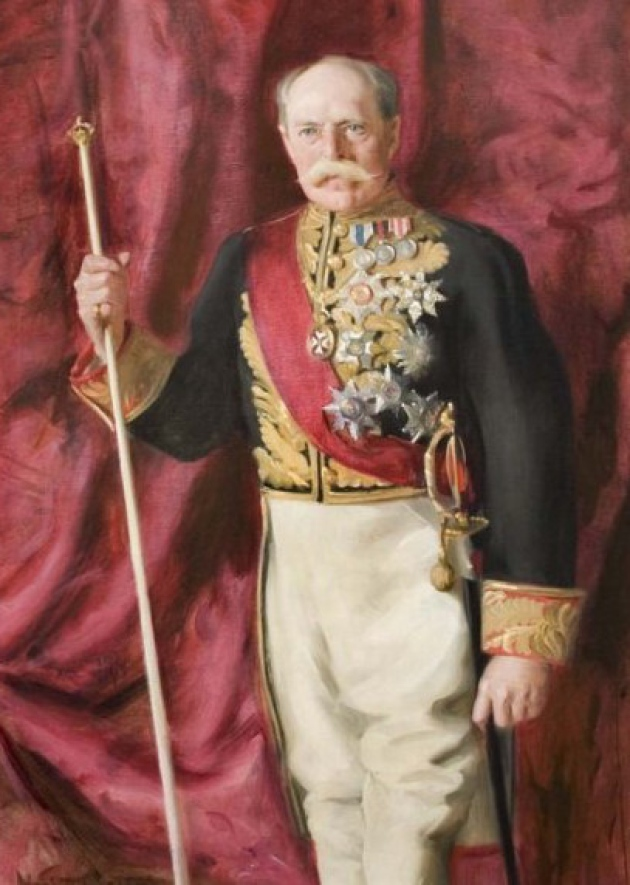
第5代クラレンドン伯爵の肖像画
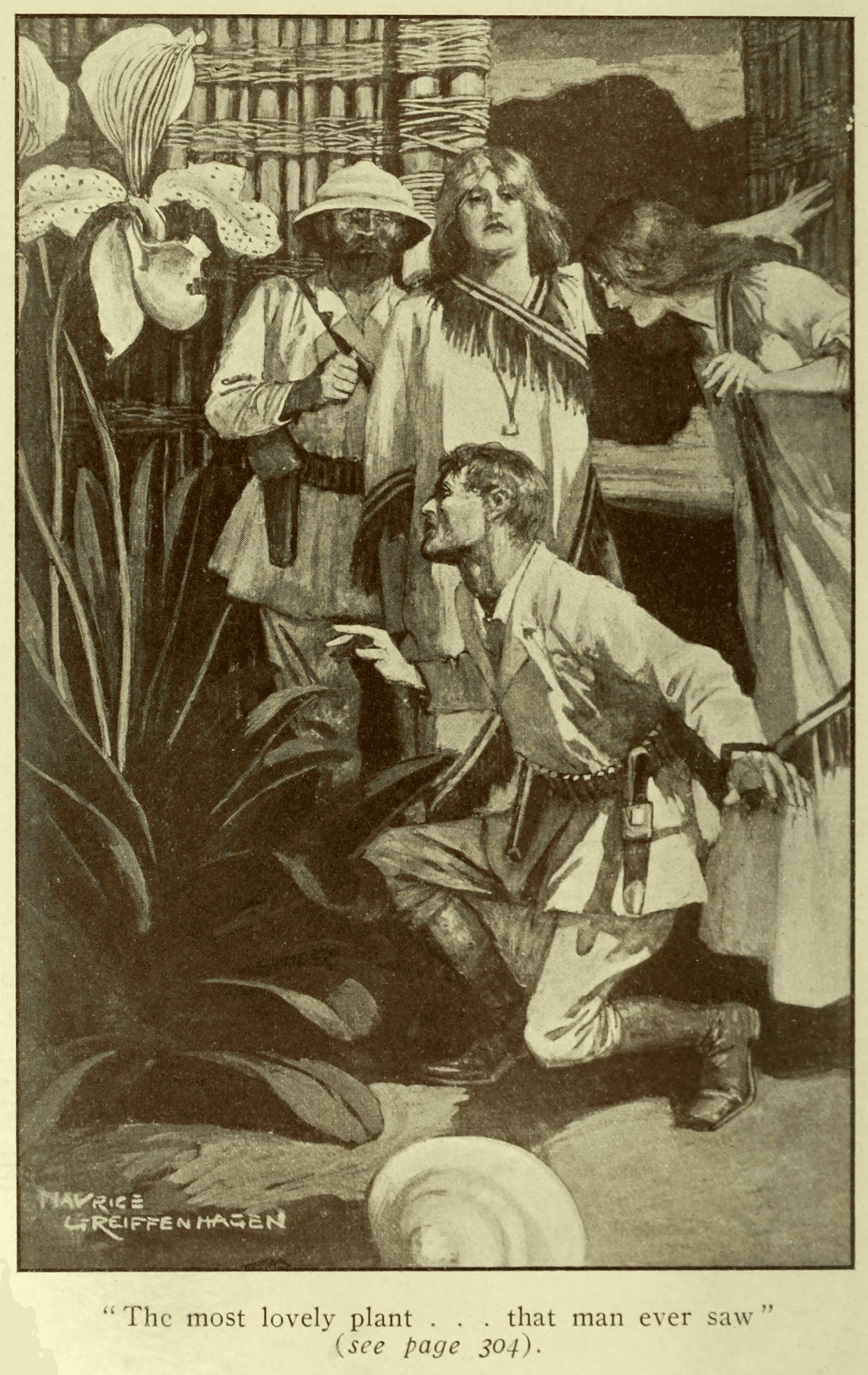
ハガードの小説挿絵 (1915)
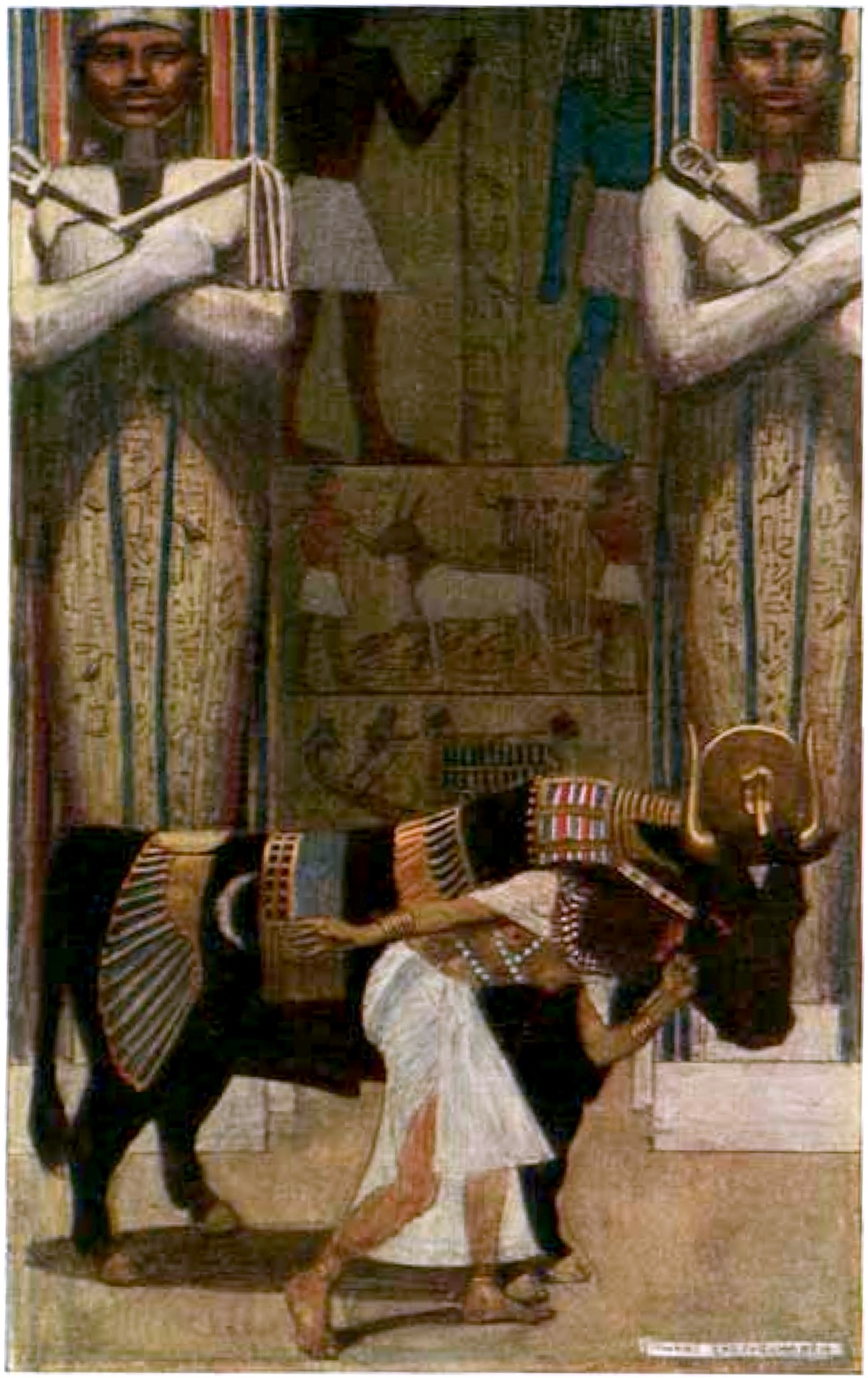
民俗学者　ドナルド・A・マッケンジーの著作表紙絵